# Байгільдінська сільська рада
Байгі́льдінська сільська рада (рос. Байгильдинський сельский совет) — муніципальне утворення у складі Нурімановського району Башкортостану, Росія. Адміністративний центр — село Байгільдіно.

## Населення
Населення — 1702 особи (2019, 1854 в 2010, 1885 в 2002).

## Склад
До складу поселення входять такі населені пункти:
| Населений пункт            | Населення, осіб (2002) | Населення, осіб (2010) |
| -------------------------- | ---------------------- | ---------------------- |
| Байгільдіно, село          | 429                    | 432                    |
| Бікмурзино, присілок       | 134                    | 150                    |
| Большетенькашево, присілок | 326                    | 320                    |
| Істриково, присілок        | 230                    | 222                    |
| Каргино, присілок          | 51                     | 51                     |
| Кушкулево, присілок        | 70                     | 62                     |
| Малотенькашево, присілок   | 170                    | 172                    |
| Саргаязово, присілок       | 56                     | 47                     |
| Укарліно, присілок         | 193                    | 165                    |
| Урман, присілок            | 53                     | 65                     |
| Чурашево, присілок         | 173                    | 168                    |